# ポール・ノフラー
ポール・ノフラー（Paul S. Knoepfler、1967年4月10日 - ）は、アメリカ合衆国の生物学者・作家・ブロガー。
カリフォルニア大学医学部デービス校細胞生物学・人体解剖学科、ゲノムセンター、総合がんセンターの準教授である。
2013年にノーベル賞受賞者の山中伸弥とジョン·ガードン、ロバート·ランザなどとともに幹細胞研究分野の「最も影響力のある50人」の一人に選ばれた。

## 学歴
英文学の学士号をリード大学から1989年に、 分子病態学のPh.D. をカリフォルニア大学サンディエゴ校医学部から1998年に取得。

## 研究内容
人工多能性幹細胞を含む幹細胞治療の安全性を高めることに焦点を当てている。
癌、特に脳腫瘍の新・治療法の開発。
彼の研究室は、ヒストンH3.3変種を含む幹細胞・癌細胞クロマチンを生み出すMyc癌遺伝子を研究している。
フレッド・ハッチンソンがん研究センターでボブ·アイゼンマンの研究室で幹細胞及び神経系の癌におけるクロマチンのMyc regulationに関するポスドク研究をした。
ポスドクの研究中に、ジェーン・コフィン・チャイルズ・メモリアル基金から医学研究のための助成金を得た。そして国立がん研究所（NCI）からハワード·テミン賞をもらった。
再生医療のためのカリフォルニア工科大学（CIRM）（幹細胞の研究所）が設立された直後、助教として2006年にカリフォルニア大学デービス校に赴任した。
CIRMから2008年に200万ドルの新学部賞をもらった。

## がん・ブログ
42歳で、2009年後半に前立腺癌と診断された。手術後寛解。
幹細胞についてのブログを始め、前立腺癌についても経験談をブログを書いている。
科学的なソーシャルメディアの支持者であり、Twitterでのフォロワー数が多い。
彼のブログhttp://www.ipscell.comは幹細胞のニュース（日本のHisashi Moriguchiをふくむ）をたくさんあつかっている。
2013年に著書「幹細胞：インサイダー·ガイド」を発表。科学者と非科学者の両方を対象としている。

## STAP細胞へのコメント
1. STAP（とされている）細胞の自己蛍光現象についての誤った解釈
2. 人目をひく要素がそろい過ぎ：論文テーマ、大物の共著者、投稿誌、すべてにおいて「派手さ」が際立つ
3. 名前だけ連ねて何もしない共著者
4. Nature誌では画像・文書の「盗用防止スクリーニング」が行われていないという欠陥があった。欧州分子生物学機構の雑誌The EMBO Journalならば、このような論文は採択されなかった[6]。

## 参照
1. ↑  “Controversy doesn't derail stem cell progress”. USA Today
2. ↑  “Endogenous mammalian histone H3.3 exhibits chromatin-related functions during development”. Epigenetics and Chromatin. doi:10.1186/1756-8935-6-7.
3. ↑  “California's stem cell agency ponders its future”. USA Today
4. ↑  “UC Davis researcher gets $2M for stem cell research”. Sacramento Business Journal
5. ↑  “Stem cell person of year chosen”. San Diego Union Tribune
6. ↑  “STAP細胞、理研やNature誌にも問題ありと海外識者指摘　理研の調査委員長は不正疑惑で辞任”. (2014年4月25日) 2014年4月25日閲覧。（日本語）